# Déclaration d'intention de commencement de travaux
Pour les articles homonymes, voir DICT.
En France, la déclaration d'intention de commencement de travaux (DICT) constitue une mesure obligatoire du droit français à prendre préalablement à l'exécution de tous travaux effectués à proximité d’ouvrages de transport ou de distribution d'électricité, de gaz, d'eau, d'ouvrages d’assainissement, d'ouvrages de télécommunications notamment, ainsi que de réseaux aériens ou subaquatiques afin de prévenir l'ensemble des exploitants de réseaux de l'imminence de travaux et d'éviter tout risque d’accident et d'atteinte aux ouvrages et aux personnes. Cette obligation légale est dictée par des impératifs de sécurité liés à la densité d'infrastructures dans le sous-sol des zones agglomérées ou industrielles.

## Principes
À l'origine, cette obligation légale (instaurée par le décret n°91-1147 du 14 octobre 1991, suivi du décret d’application en 1994) fixait des contraintes fortes en matière de gestion de déclarations, de récépissés, etc. ; notamment pour les entreprises de travaux publics et les bureaux d’études, mais également pour les exploitants de réseaux.
Les procédures ont été profondément modifiées, par le décret 2011-1241 du 5 octobre 2011 suivi de l'arrêté du 15 février 2012, par la prise en compte du principe de précaution et par la création d'un guichet unique, aujourd'hui totalement dématérialisé.
Les textes réglementaires sont intégrés au Code de l'environnement, Livre V - Titre V - Chapitre IV.
La DICT doit être précédée d'une Déclaration de projet de Travaux (DT) (ex-DR, Demande de Renseignements), dès l'étude préalable. 
Le principe des DT et des DICT s'applique donc partout en France pour les travaux sur et sous domaine public comme pour les travaux sur et sous domaine privé, initialement en fonction des plans de zonage disponibles en mairie.
La DICT s'impose à tout intervenant (entreprise, service de l'État ou des Collectivités Territoriales, particulier même) qui souhaite faire des travaux à proximité des réseaux des gestionnaires tels qu'ENEDIS (ex-ERDF), RTE, GRDF, GRT Gaz, France Telecom, Cegetel et autres opérateurs de télécommunications ; SAUR, Lyonnaise des eaux , Veolia Eau et tous exploitants de réseaux d'eau, d'assainissement, de chauffage urbain, d'éclairage public, de la signalisation lumineuse et des boucles de comptage ; TRAPIL, SPSE, TotalEnergies et autres oléoducs ; ...
De plus la mairie des communes concernées doit en être informée afin de vérifier que les travaux programmables figurent bien dans le calendrier établi dans le cadre du Règlement de voirie et en vue de préparer les arrêtés de circulation et de stationnement temporaires nécessaires.

## Fonctionnement
Lorsqu'une personne (physique ou morale) envisage de réaliser des travaux, le responsable du projet doit s'enquérir par une Déclaration de projet de travaux ou DT (anciennement Demande de renseignements ou DR) de leur compatibilité avec l'existence d'éventuels ouvrages d'intérêt général susceptibles de se trouver à proximité (réseaux de gaz, de téléphone, d'électricité, d'eau, d'assainissement, etc.) et qui pourraient nécessiter des précautions spécifiques. Les informations de la DT sont valables pour les travaux entrepris dans les 3 mois suivants.
L'entreprise chargée des travaux (exécutant des travaux) doit ensuite diffuser une DICT indiquant les dates prévues pour son intervention et les techniques utilisées afin de récolter tous les éléments d'informations sur les ouvrages concernés dans sa zone d'intervention.
La DT et la DICT peuvent être établies sur le même formulaire (Cerfa 14434*03) par le responsable du projet et l'exécutant des travaux.
Ces déclarations se font désormais auprès d'un guichet unique accessible sur www.reseaux-et-canalisations.gouv.fr .
De leur côté, les gestionnaires de réseaux sont dans l'obligation de fournir au guichet unique tous les éléments de localisation de leurs ouvrages (avec l'indication du degré de précision) ainsi que les coordonnées des interlocuteurs à contacter. Depuis le 1er janvier 2017, une personne agréée doit suivre l'exécution des travaux.
Une procédure spécifique est définie pour les travaux à réaliser de toute urgence et une procédure particulière est mise en place lors de la découverte d'ouvrages non répertoriés, avec interruption immédiate des travaux.

## Historique
Initialement (à la suite du décret de 1991), les gestionnaires d'ouvrages devaient informer les mairies de la présence de réseaux sur leur territoire et de l'adresse à laquelle les DR et DICT devaient être transmises. Ils devaient fournir à la mairie et tenir à jour, sous leur responsabilité, le plan général de localisation de leurs zones d'implantation sur le territoire communal (plan de zonage). Chacun pouvait dès lors obtenir auprès de la mairie du lieu des travaux projetés la liste des personnes auxquelles adresser ses demandes.
Avant de commencer le chantier proprement dit (qu'il ait été prévu à la suite de la DT ou non), la personne qui étudie ou réalise les travaux était tenue de consulter en mairie les plans de zonage et les coordonnées des exploitants afin de prévenir l’ensemble des exploitants recensés sur le site de l’imminence des travaux qu’elle souhaitait mener.
De leur côté, les exploitants de réseaux doivent répondre aux DT et DICT qui leur sont envoyées. Leurs récépissés, qui comportent les informations relatives à la présence ou non d'infrastructures, à la nature des ouvrages et aux consignes et précautions à respecter pour les travaux.
En pratique, les bureaux d'étude comme les entreprises de travaux négligeaient de consulter préalablement les mairies avant de diffuser leurs DR et DICT. La plupart des mairies ne disposaient d'ailleurs pas des moyens nécessaires pour gérer correctement cette procédure. La consultation des gestionnaires de réseaux concernés restait donc aléatoire.
Devant ces difficultés, les services de L’État et les professionnels ont mis en place, progressivement, le dispositif du guichet unique dématérialisé.